# Washington Open 2007
Il Washington Open 2007, noto come Legg Mason Tennis Classic per motivi di sponsorizzazione, è stato un torneo di tennis giocato sul cemento. È stata la 39ª edizione del Washington Open e faceva parte della categoria International Series nell'ambito dell'ATP Tour 2007, Si è giocato al William H.G. Fitzgerald Tennis Center di Washington negli Stati Uniti, dal 30 luglio al 6 agosto 2007.

## Campioni

### Singolare
Andy Roddick ha battuto in finale  John Isner con il punteggio di 6–4, 7–6(4).

### Doppio
Bob Bryan /  Mike Bryan hanno battuto in finale  Jonathan Erlich /  Andy Ram con il punteggio di 7–6(5), 3–6, [10–7].